# Titularbistum Fata
Fata ist ein Titularbistum der römisch-katholischen Kirche.
Es geht zurück auf einen untergegangenen Bischofssitz in der gleichnamigen antiken Stadt, die in der römischen Provinz Numidien lag und der im 7. Jahrhundert mit der islamischen Expansion unterging.
| Titularbischöfe von Fata |                                |                                        |                  |                   |
| Nr.                      | Name                           | Amt                                    | von              | bis               |
| 1                        | Franz Zauner                   | Koadjutorbischof von Linz (Österreich) | 22. Juni 1949    | 1. Januar 1956    |
| 2                        | Odilo Etspueler SVD            | Prälat von Bangued (Philippinen)       | 20. August 1956  | 18. Februar 1978  |
| 3                        | Daniel Labille                 | Weihbischof in Soissons (Frankreich)   | 26. Juni 1978    | 16. Februar 1984  |
| 4                        | Paul Kazuhiro Mori             | Weihbischof in Tokio (Japan)           | 3. Dezember 1984 | 2. September 2023 |
| 5                        | Alcivan Tadeus Gomes de Araújo | Weihbischof in Paraíba (Brasilien)     | 8. November 2023 |                   |